# Sound Horizon
Sound Horizon은 일본의 음악 그룹이다. 사운드 호라이즌의 앨범은 옴니버스식 구성으로 이루어져 있다. 하나의 앨범에 들어 있는 여러 곡은 하나의 큰 이야기를 이룬다. 그 이야기의 내용이 일반적인 일본의 가요와 다르기 때문에 스스로를 “환상악단(幻想楽団)”이라고 부른다.

## 개요
스스로를 ‘환상악단’이라고 칭하며, 일반 대중음악과는 다른 형식의 음악 활동(이야기 음악)을 펼치고 있는 그룹이다. 사운드 호라이즌의 음악은 주제에 따라 각 앨범이 구성되며, 이 주제를 ‘지평선(혹은 지평)’이라 하여 핵심 키워드로 삼는다. 앨범에 속한 곡들 또한 ‘지평선’에서 분기된 주제를 가지고 있으며, 곡에 관련된 내용에서 다시 다른 이야기가 주제를 가지고 태어나기도 하는 등, 다차원적으로 접근할 수 있는 이야기를 그려내는 것이 주된 활동 방향이다. 때문에 작중 표현이 모호하여 타당하다 할지라도 정확한 해석으로 공인된 것은 아직 없다.
(각 지평 사이에도 연관된 부분이 있는 것을 보아 하나의 커다란 지평 하나의 세계의 이야기일 '가능성'<워낙 난해하기에 장담할 수 없다.>도 있다)
또한 각 ‘지평선’에는 이야기를 풀어나가는 캐릭터가 존재하여, 주연과 조연을 불문하고 주목을 받아 상당한 인기를 누리고 있다. 이러한 성향은 콘서트의 퍼포먼스에 등장하는 캐릭터일수록 강하며, 때문에 상당수가 코스튬 플레이로 이어지기도 한다. Revo의 웹 사이트를 중심으로 개인 작품 공개 형식의 활동을 하다가 2001년 말부터 동인 음악 서클로 활동 개시. 2004년, 랩 크리에이티브를 통해 메이저에 데뷔했다.
동인 음악 출신이었기에 처음에는 애니메이션 및 게임을 기반으로 하여 젊은 층에 속하는 소수의 팬이 있었지만 Chronicle 2nd 이후의 입소문 효과와 더불어 첫 라이브 콘서트의 개최 성공 등을 토대로 폭넓은 인지도를 얻으며 급속히 발전했다. 특히 콘서트는 의상 및 퍼포먼스, 무대장치 등의 제반사항을 주제에 맞게 구성하는 특이성으로 코스튬 플레이어뿐 아니라 일반 음악인, 연출가 등으로부터도 굉장한 호평을 얻고 있다. 약칭으로는 "산호라(サンホラ)", "SH"가 있다.
Roman 투어 최종공연일에 Revo의 대관식이 있었기에, "이동 왕국 사운드 호라이즌 킹덤(약칭 SHK)"으로 불리기도 한다.

## 현황
음악적인 측면으로, 다차원적으로 펼쳐지는 서사적 요소를 지향점으로 삼게 된 음악인이 단기간에 급증하는 등의 영향력이 돋보인다. 단, 현재까지 이러한 영향력은 동인 문화 내로 국한되어 있으며 우리나라의 경우 팬층의 연령이 현재는 다양하게 확산되고 있지만, 역시 10대 중후반과 20대가 대다수를 차지한다.
적극적으로 커뮤니티 활동을 하는 팬이 중·고등학생이기에, 가사의 특정 문장이 일상생활에 접목되어 사용되는 일종의 유행도 발견된다. 또한, Revo가 작품 내에서 사용하는 언어가 이탈리아어, 프랑스어 등을 포함하고 있기 때문에 이에 영향을 받아 제2외국어 혹은 그 외의 외국어에 대한 접근 용이성이 발생하고 있다.
반면 일본에서는 팬들의 연령이 10대에 국한되어 있는 것이 아니라, 주로 20대층이 압도적이며 10대에서 40대 성인팬까지 폭넓은 팬층을 확보하고 있다.

### 대한민국
대한민국에서는 4번째 작품인 《Elysion ~낙원환상이야기조곡~》을 통해 본격적으로 존재가 알려졌으며, 코믹월드 행사장을 통해 크게 확산되어 2006년 말부터 인지도에 가파른 상승곡선을 보였다. 색다르고 중독성 있는 선율들이 팬들의 마음을 사로잡았고, 각 앨범에 등장하는 캐릭터들도 인기에 한 몫을 하고 있는 것으로 보인다.
결국 2009년 11월 17일에 Moira가 한국에 정식으로 발매되었다..
대한민국에서의 약칭으로는 ‘사호’,‘산호라’가 있다.
2010년 2월 1일 한국 공식 오피셜 웹사이트를 개장, 2010년 2월 17일부터 회원을 모집해 곧 공식 팬클럽(Salone de Horizon Korea)의 창립이 이루어졌다.
2010년 5월, 5번째 앨범 Roman과 DVD Across the Horizon이 한국에서 정식 발매되었다.
2010년 6월 16일, 프롤로그 맥시 《イドへ至る森へ至るイド》(이드에 도달하는 숲에 도달하는 이드)와 《聖戰のイベリア》(성전의 이베리아), Dream Port(드림포트)가 정식 수입되었다.
2010년 12월 15일, 7번째 앨범 《Märchen》이 정식 수입되었다.
2011년 8월 27일, Sound Horizon Live Tour 2011 ~제 1차 영토부흥원정~의 연장선상으로, 첫 내한 콘서트이자 첫 해외 콘서트가 서울 AX-KOREA에서 개최되었다.

## 멤버
사운드 호라이즌의 멤버는 다음과 같이 분류된다.

### 메인 멤버
- Revo(레보): 작곡, 작사, 편곡, 연주 등 담당.

### 보조 멤버
() 안에는 메이저 데뷔 이후의 참가CD를 기재. 약칭: E전 (Elysion~낙원에의 전주곡~), E조 (Elysion~낙원 환상 이야기 조곡), 少 (소년은 검을…), R (Roman), 聖(성전의 이베리아), M (Moira), イド (이드에 도달하는 숲에 도달하는 이드), Ma (Märchen)
- Jimang(지망구): 보컬, 내레이션, 코러스, 보이스 담당.[5] (E전, E조, 少, R, 聖, M, Ma)
- RIKKI(리키): 보컬, 코러스 담당. (少, R, 聖)
- KAORI(카오리): 보컬, 코러스 담당. (少, R, 聖, M)
- YUUKI(유우키): 보컬, 코러스 담당. (少, R, 聖, M)
- REMI(레미): 보컬, 코러스 담당. (少, R, 聖, M, Ma)
- MIKI(미키): 보컬, 코러스 담당. (M, イド, Ma)
- 霜月はるか(시모츠키 하루카): 보컬, 코러스, 보이스 담당. (E전, Moira)[6]
- 井上あずみ(이노우에 아즈미): 보컬, 보이스 담당. (R, M, Ma)[7]
- 岩崎良美(이와사키 요시미): 보컬, 보이스 담당. (M)
- 宇都宮隆(우츠노미야 타카시): 보컬, 보이스 담당. (M)
- 栗林みな実(쿠리바야시 미나미): 보컬, 보이스 담당. (M, Ma)
- Joelle (조엘): 보컬, 보이스 담당. (イド, Ma)
- 彩乃 かなみ (아야노 카나미) : 보컬, 보이스 담당. (Ma)
- 黒沢 ともよ (쿠로사와 토모요) : 연기, 보컬, 보이스 담당. (M(콘서트만), Ma)
- Ceui (세이): 보컬, 보이스 담당. (Ma)
- 下川みくに (시모카와 미쿠니) : 보컬, 보이스 담당. (Ma)
- 鈴木 結女 (스즈키 유메) : 보컬, 보이스 담당. (Ma)
- 大塚明夫 (오오츠카 아키오) : 보컬, 보이스, 내레이션 담당. (少, R, M, イド, Ma)
- 若本規夫 (와카모토 노리오) : 보이스, 내레이션 담당. (R,M)
- Ike Nelson: 내레이션 담당. (E조, 少, R, 聖, M)
- Sascha (삿샤) 내레이션, 보이스 담당. (イド, Ma)
- yokoyan(よこやん): 자켓 일러스트, 특전 등 담당. SH창설이래의 최고참멤버. (E전, E조, 少, R, 聖, M, Ma)
- 斉藤"Jake"慎吾(사이토"Jake"신고): 기타, 밴드마스터이자 콘서트마스터. (E조, 少, R, 聖, M)
- 長谷川敦(하세가와 아츠시): 베이스 담당. (少, R, 聖, M, Ma)
- 坂上領(사카가미 료): 플루트 담당. (E전, E조,R, 聖, M)
- 藤本健一(후지모토 켄이치): 드럼 담당. (少, R, 聖, M, Ma)[8]
- 石川ナオミ(이시카와 나오미): 타악기 담당. (少, R, 聖)
- 恵比須弘和(에비스 히로카즈): SE(사운드이펙트) 담당. (E조, 少, R, 聖, M, Ma)
- 石亀協子(이시가메 쿄코): 바이올린 담당. (R (콘서트만), 聖 (PV만) ,M)
- 河合英史 (카와이 에이지): 키보드 담당. (聖 (콘서트만), M)
- 坂知学 (사카 토모타카): 음향 담당. (少, R, 聖, M)
- 淳士 (쥰지) : 드럼 담당. (イド, Ma)
- 西山毅 (니시야마 타케시) : 기타 담당. (Ma)

### 이전 멤버
- Aramary: 보컬, 나레이션, 보이스 담당. 2006년 3월에 탈퇴하고 Rain Note에서 활동 중.
- 大迫杏子(오오사코 쿄코): 키보드, 피아노 담당. (E조(콘서트), R)
- 田村滋(타무라 시게루): 베이스 담당. (E조)
- 南都亮二(난토 료지): 드럼 담당. (E조)

### 게스트 및 그 외의 분류
미도리카와 히카루(緑川光) , 호시 소이치로(保志総一郎) , 나카무라 유이치(中村悠一) , 타무라 유카리(田村ゆかり) , 노토 마미코(能登麻美子) 등의 성우가 게스트로 참여하고 있다. 그 외, 앨범 혹은 콘서트에만 한정하여 참가한 멤버도 여기에 기재한다.
- 葉芹(하세리) : 보이스 담당. (Chronicle만 참가)
- 宮坂紀伊(미야사카 키이) : 보이스 담당. (Chronicle만 참가)
- 篠崎ゆかり(시노자키 유카리) : 바이올린 담당. (Lost, Chronicle 2nd만 참가)
- 新澤健一郎(신자와 켄이치로) : 피아노 담당. (안개의 저편으로 이어지는 세계, 少, R)
- 伊藤佳奈子(이토 카나코) : 바이올린(솔로) 담당. (R)
- Kana Strings(카나 스트링즈/그룹) : 현악 담당. (R)
- 上里はな子(우에사토 하나코) : 바이올린 담당.(少)
- わたなべ☆ファイヤー(와타나베☆Fire) : 섹소폰 담당. (少, R)
- 弦一徹(겐 잇테츠) : 바이올린(솔로)담당. (R、聖, M)
- Gen Ittetsu Strings(겐 잇테츠 스트링즈/그룹) : 현악 담당. (R, 聖, M)
- 内藤彩加(나이토 아야카) : 보컬 담당. (M)
- 遠藤麻里(엔도 마리): 보컬 담당. (M)[9]
- 初音ミク (하츠네 미쿠) : 보컬. (Ma)
- 崔誠一 (최성일) : 솔로 바이올린. (Ma(콘서트만))
- 勝又隆一 (카츠마타 류이치) : 키보드, 피아노 담당 (Ma(콘서트만))

## 디스코그래피

### 동인
코믹 마켓, M3(Music+Media-mix Market)등에서 출시되었다.
- Chronicle (2001년 12월 30일 코믹 마켓 61)
- Thanatos (2002년 8월 11일 코믹 마켓 62)
- Lost (2002년 12월 30일 코믹 마켓 63)
- Pico Magic (2003년 5월 4일 M3-2003 봄)
- Pico Magic Reloaded (2003년 8월 17일 코믹 마켓 64)
- Chronicle 2nd (2004년 3월 19일)

#### 동인-기타
- 《Winter Mix 2003(片霧+Little Wing+Sound Horizon)》(2003년 코믹 마켓 65)

### 메이저
- 《Elysion ～楽園への前奏曲～》 <낙원에의 전주곡> (2004년 10월 27일)
- 《Elysion ～楽園幻想物語組曲～》 <낙원 환상 이야기 모듬곡> (2005년 4월 13일)
- Roman (2006년 11월 22일)
- Moira (2008년 9월 3일)
- Ma:rchen (2010년 12월 15일)
- Nein (2015년 4월 22일)

### 맥시 싱글
- 《少年は剣を…》<소년은 검을> (2006년 10월 4일)
- 《聖戦のイベリア》 <성전의 이베리아> (2007년 8월 1일)
- 《ハロウィンと夜の物語》 <할로윈과 밤의 이야기> (2013년 10월 9일)
- 《ヴァニシング・スターライト》 <배니싱 스타라이트> (2014년 10월 1일)

### 프롤로그 싱글
- 《イドへ至る森へ至るイド》<이드에 도달하는 숲에 도달하는 이드> (2010년 6월 16일)

### 베스트 앨범
- 《Chronology ［2005-2010］》 (2012년 4월 13일)

### DVD
- 《Elysion ～楽園パレードへようこそ～》<낙원 퍼레이드에 어서 오세요> (2006년 3월 8일)
- 《Roman ～僕達が繋がる物語～》<우리가 이어지는 이야기> (2007년 4월 25일)
- 《Moira～其れでも、お征きなさい仔等よ～》<그래도 나아가세요, 아이들이여> (2009년 3월 18일)
- 《第三次領土拡大遠征凱旋記念 国王生誕祭》<제 3차 영토확대 원정 개선기념 국왕 생탄제> (2009년 12월 9일)
- 《Sound Horizon 5th Anniversary Movie Across The Horizon》 (2010년 3월 24일)
- 《Ma:rchen～キミが今笑っている、眩いその時代に・・・～》<네가 지금 웃고있는 눈부신 그 시대에…> (2011년 7월 27일)
- 《The Assorted Horizons》 (2014년 6월 18일)

### Blu-ray
- 《Sound Horizon 5th Anniversary Movie 『Across The Horizon』》 (2010년 3월 24일)
- 《Ma:rchen～キミが今笑っている、眩いその時代に・・・～》<네가 지금 웃고있는 눈부신 그 시대에…> (2011년 7월 27일)
- 《The Assorted Horizons》 (2014년 6월 18일)

### 라이브 사진집
- 《Triumph ～第二次領土拡大遠征の軌跡～》<제2차 영토 확장의 궤적> (2008년 2월 8일)
- 《Memorial Issue「Sound Horizon 7th Story Concert Märchen 〜キミが今笑っている、眩いその時代に…〜」<네가 지금 웃고있는 눈부신 그 시대에…> (2011년 5월 20일)
- 《Memorial Issue「The Great Hope of the Territorial Revival」》 (2011년 12월 10일)